# Kano Omata
Kano Omata (jap. 小俣 夏乃, Omata Kano; * 24. Juli 1996 in Chigasaki) ist eine ehemalige japanische Synchronschwimmerin.

## Erfolge
Kano Omata sicherte sich ihre ersten internationalen Medaillen mit Silber in der Kombinationskonkurrenz und im technischen Programm des Mannschaftswettbewerbs der Weltmeisterschaften 2015 in Kasan. In beiden Wettbewerben kam es zur selben Podestzusammensetzung: Die russische Mannschaft siegte vor China und den Japanerinnen um Kano Omata. Bei den Olympischen Spielen 2016 in Rio de Janeiro startete Omata ebenfalls im Mannschaftswettbewerb. In diesem erzielten die Japanerinnen 189,2056 Punkte, womit sie hinter Russland mit 196,1439 Punkten und China mit 192,9841 Punkten Dritte wurden. Neben Omata erhielten Aika Hakoyama, Yukiko Inui, Kei Marumo, Kanami Nakamaki, Risako Mitsui, Mai Nakamura, Kurumi Yoshida und Aiko Hayashi Bronze.
Ein Jahr darauf gewann Omata bei den Weltmeisterschaften in Budapest erneut im technischen Programm des Mannschaftswettbewerbs und in der Kombination jeweils die Bronzemedaille. Im Mannschaftswettbewerb folgte bei den Asienspielen 2018 in Jakarta der Gewinn der Silbermedaille. Ihre letzten internationalen Wettkämpfe bestritt Omata bei den Weltmeisterschaften in Gwangju, bei denen sie das technische Programm des Mannschaftswettbewerbs auf dem vierten Platz abschloss.